# José Arce Cerda
José Arce Cerda   (Parral, 1848 - Santiago de Xile, 1911) fou un metge i polític xilè. Fill de Víctor Antonio Arce i Juana Cerda. Es va casar amb Cecilia Frechi, i en segones núpcies amb Carolina Urrutia.
Va estudiar a l'Instituto Nacional des de 1860 i a la Universitat de Xile el 1872, any en què va ingressar a l'Hospital Sant Joan de Déu en qualitat d'alumne intern, amb l'obligació d'efectuar les operacions de cirurgia menor. Va romandre en aquest asil fins a 1878, any en què es va graduar com a metge cirurgià. Va assistir als ferits en la campanya del nord (Guerra del Pacífic). Va assistir a diverses batalles en qualitat de metge. Rendida la ciutat de Lima, va ser nomenat metge cap dels hospitals de "El Callao". Va tornar a Xile, el 1881, i fou nomenat cap de l'Hospital Sant Vicent.
Es va afiliar al Partit Liberal Democràtic, seguidor dels ideals de Benjamín Vicuña Mackenna. Va ser triat Diputat per Parral i Loncomilla el 1885 i per Rere i Puchacay el 1888. Designat delegat universitari de l'Escola de Medicina (1890), deixant la diputació en mans del suplent Juan Villamil Blanco. Elegit novament al Congrés, per Arauco, Lebi i Cañete el 1891, es va veure embolicat en el desastre de la Guerra Civil de 1891, donant suport a la posició del president José Manuel Balmaceda. Alcalde de San Jaime a 1896, sent les seves obres la pavimentació amb mosaics de la Plaza de Armas i de l'Albereda de las Delicias (Albereda Bernardo O'Higgins) i la creació del Parc Anglès, davant de l'església de Sant Francesc i de l'Hospital Sant Joan de Déu. Posteriorment va ser inspector sanitari de l'Escorxador de Santiago de Xile (1910).